# سياسة اقتصادية

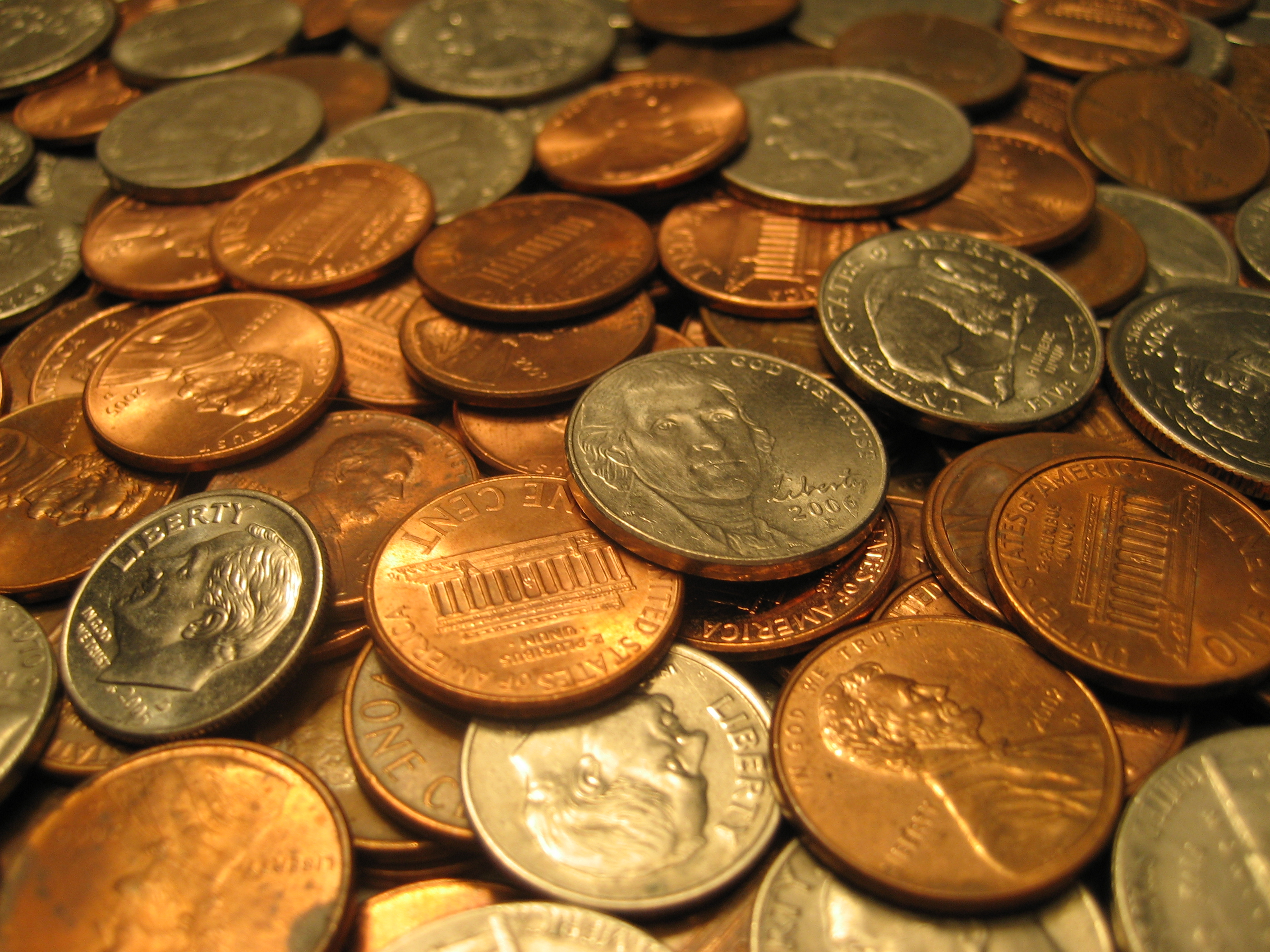

تغطي السياسة الاقتصادية للحكومات أنظمة تحديد مستويات الضرائب والميزانيات الحكومية وعرض النقود وأسعار الفائدة وكذلك سوق العمل والملكية الوطنية والعديد من المجالات الأخرى للتدخلات الحكومية في الاقتصاد.
يمكن تقسيم معظم عوامل السياسة الاقتصادية إلى سياسة مالية ، والتي تتعامل مع الإجراءات الحكومية المتعلقة بالضرائب والإنفاق ، أو السياسة النقدية ، التي تتعامل مع الإجراءات المصرفية المركزية فيما يتعلق بعرض النقد وأسعار الفائدة.
غالبًا ما تتأثر هذه السياسات بالمؤسسات الدولية مثل صندوق النقد الدولي أو البنك الدولي وكذلك المعتقدات السياسية والسياسات المترتبة على الأحزاب .

## أنواع السياسة الاقتصادية
تقريبا كل جانب من جوانب الحكومة لديه عنصر اقتصادي مهم. بعض الأمثلة على أنواع السياسات الاقتصادية الموجودة تشمل:
سياسة تثبيت الاقتصاد الكلي ، والتي تحاول الحفاظ على نمو عرض النقود بمعدل لا ينتج عنه تضخم مفرط ، ومحاولات لتهدئة دورة العمل . السياسة التجارية ، والتي تشير إلى التعريفات الجمركية والاتفاقيات التجارية والمؤسسات الدولية التي تحكمها.
السياسات المصممة لخلق النمو الاقتصادي و السياسات المتعلقة باقتصاديات التنمية و السياسات التي تتناول إعادة توزيع الدخل أو الممتلكات أو الثروة وكذلك: السياسة التنظيمية ، وسياسة مكافحة الاحتكار ، والسياسة الصناعية وسياسة ‏ التنمية الاقتصادية القائمة على التكنولوجيا

## سياسة استقرار الاقتصاد الكلي
تحاول سياسة الاستقرار ‏ تحفيز الاقتصاد للخروج من الركود أو تقييد عرض النقود لمنع التضخم المفرط.
تستخدم السياسة المالية ، المرتبطة في كثير من الأحيان بالاقتصاديات الكينزية ، الإنفاق الحكومي والضرائب لتوجيه الاقتصاد. الموقف المالي: حجم العجز أو الفائض
السياسة الضريبية : الضرائب المستخدمة لجمع الدخل الحكومي و الإنفاق الحكومي على أي مجال من مجالات الحكومة. تتحكم السياسة النقدية في قيمة العملة عن طريق خفض المعروض من النقود للسيطرة على التضخم ورفعه لتحفيز النمو الاقتصادي. تشعر بالقلق إزاء مقدار الأموال المتداولة ، وبالتالي أسعار الفائدة والتضخم .
أسعار الفائدة ، إذا حددتها الحكومة و سياسات الدخل وضوابط الأسعار التي تهدف إلى فرض ضوابط غير نقدية على التضخم و متطلبات الاحتياطي التي تؤثر على مضاعف الأموال

## الأدوات والأهداف
يتم توجيه السياسة عمومًا لتحقيق أهداف معينة ، مثل أهداف التضخم أو البطالة أو النمو الاقتصادي . في بعض الأحيان تكون الأهداف الأخرى ، مثل الإنفاق العسكري أو التأميم مهمة.
ويشار إلى هذه باسم أهداف السياسة : النتائج التي تهدف السياسة الاقتصادية إلى تحقيقها.
لتحقيق هذه الأهداف ، تستخدم الحكومات أدوات السياسة التي تخضع لسيطرة الحكومة. ويشمل ذلك عمومًا سعر الفائدة وعرض النقود والضرائب والإنفاق الحكومي والتعريفات وأسعار الصرف وأنظمة سوق العمل والعديد من الجوانب الأخرى للحكومة.

### اختيار الأدوات والأهداف
الحكومة والبنوك المركزية محدودة في عدد الأهداف التي يمكنها تحقيقها على المدى القصير. على سبيل المثال ، قد يكون هناك ضغط على الحكومة لتخفيض التضخم وتقليل البطالة وتقليل أسعار الفائدة مع الحفاظ على استقرار العملة. إذا تم اختيار كل هذه الأهداف على المدى القصير ، فمن المرجح أن تكون السياسة غير متماسكة ، لأن النتيجة الطبيعية لخفض التضخم والحفاظ على استقرار العملة تزيد البطالة وزيادة أسعار الفائدة.

### جانب الطلب مقابل أدوات جانب العرض
يمكن حل هذه المعضلة جزئيًا عن طريق استخدام سياسة جانب الاقتصاد الجزئي للمساعدة في ضبط الأسواق. على سبيل المثال ، يمكن تخفيض البطالة عن طريق تغيير القوانين المتعلقة بنقابات العمال أو التأمين ضد البطالة ، فضلاً عن عوامل الاقتصاد الكلي ( جانب الطلب ) مثل أسعار الفائدة.

## السياسة التقديرية مقابل قواعد السياسة
خلال معظم القرن العشرين ، تبنت الحكومات سياسات تقديرية مثل إدارة الطلب المصممة لتصحيح دورة العمل . هذه تستخدم عادة السياسة المالية والنقدية لضبط التضخم والإنتاج والبطالة.
ومع ذلك ، في أعقاب الركود الذي حدث في السبعينيات ، بدأ صانعو السياسة في الانجذاب إلى قواعد السياسة .
يتم دعم السياسة التقديرية لأنها تتيح لواضعي السياسات الاستجابة السريعة للأحداث. ومع ذلك ، يمكن أن تخضع السياسة التقديرية للتناقض الديناميكي : قد تقول الحكومة إنها تعتزم رفع أسعار الفائدة إلى أجل غير مسمى للسيطرة على التضخم ، ولكن بعد ذلك تخفيف موقفها لاحقًا. وهذا يجعل السياسة غير موثوقة وغير فعالة في نهاية المطاف.
يمكن أن تكون السياسة المستندة إلى القواعد أكثر مصداقية ، لأنها أكثر شفافية وأسهل في التنبؤ. ومن الأمثلة على السياسات المستندة إلى القواعد أسعار الصرف الثابتة وقواعد أسعار الفائدة وميثاق الاستقرار والنمو والقاعدة الذهبية ‏ . يمكن فرض بعض قواعد السياسة من قبل هيئات خارجية ، على سبيل المثال آلية سعر الصرف للعملة.
والحل الوسط بين السياسة التقديرية الصارمة والسياسة القائمة على القواعد الصارمة هو منح السلطة التقديرية لهيئة مستقلة. على سبيل المثال ، حدد بنك الاحتياطي الفيدرالي والبنك ‏ المركزي الأوروبي وبنك إنجلترا وبنك الاحتياطي الأسترالي أسعار الفائدة دون تدخل من الحكومة ، لكنهم لا يعتمدون القواعد.
نوع آخر من السياسات غير التقديرية هو مجموعة من السياسات التي تفرضها هيئة دولية. يمكن أن يحدث هذا (على سبيل المثال) نتيجة لتدخل صندوق النقد الدولي .

## السياسة الاقتصادية عبر التاريخ
كانت المشكلة الاقتصادية الأولى هي كيفية الحصول على الموارد التي تحتاجها لتكون قادرة على أداء وظائف الحكومة المبكرة: الجيش ، الطرق وغيرها من المشاريع مثل بناء الأهرامات .
اعتمدت الحكومات المبكرة عمومًا على الضرائب العينية والعمل القسري في مواردها الاقتصادية. ومع ذلك ، مع تطور المال جاء الخيار الأول للسياسة. يمكن للحكومة جمع الأموال من خلال فرض الضرائب على مواطنيها. ومع ذلك ، فإنه يمكن الآن أيضا تصحيح العملة وبالتالي زيادة المعروض من النقود .
اتخذت الحضارات المبكرة أيضًا قرارات حول ما إذا كان يجب السماح بذلك وكيفية فرض ضريبة على التجارة . اعتمدت بعض الحضارات المبكرة ، مثل مصر البطلمية ، سياسة عملة مغلقة ، حيث اضطر التجار الأجانب إلى تبديل عملاتهم مقابل النقود المحلية. فرض هذا بفعالية تعريفة عالية جدا على التجارة الخارجية.
بحلول أوائل العصر الحديث ، كان قد تم تطوير المزيد من خيارات السياسة. كان هناك جدل كبير حول التجارية والممارسات التجارية التقييدية الأخرى مثل قوانين الملاحة ، حيث أصبحت السياسة التجارية مرتبطة بالثروة الوطنية والسياسة الخارجية والاستعمارية.
طوال القرن التاسع عشر ، أصبحت المعايير النقدية قضية مهمة. كان الذهب والفضة معروضين بنسب مختلفة. أي المعدن الذي تم تبنيه أثر على ثروة المجموعات المختلفة في المجتمع

### السياسة المالية الأولى
مع تراكم رأس المال الخاص في عصر النهضة ، طورت الدول طرقًا لتمويل العجز دون أن تنحسر عملتها. يعني تطور أسواق رأس المال أن الحكومة يمكنها اقتراض الأموال لتمويل الحرب أو التوسع مع التسبب في ضائقة اقتصادية أقل.
كانت هذه بداية السياسة المالية الحديثة.
سهلت نفس الأسواق على الكيانات الخاصة جمع السندات أو بيع الأسهم لتمويل المبادرات الخاصة.

### دوائر العمل
أصبحت دورة الأعمال قضية سائدة في القرن التاسع عشر ، حيث أصبح من الواضح أن الإنتاج الصناعي والتوظيف والربح تصرفت بشكل دوري . أحد حلول السياسات المقترحة الأولى للمشكلة جاء مع عمل كينز ، الذي اقترح أن السياسة المالية يمكن استخدامها بنشاط لدرء الكساد والركود والركود. تقول كلية الاقتصاد النمساوية أن البنوك المركزية تنشئ دورة الأعمال.